# Papillaria crocea
Papillaria crocea là một loài Rêu trong họ Meteoriaceae. Loài này được (Hampe) A. Jaeger miêu tả khoa học đầu tiên năm 1877.